# Paolo Montagna
Paolo Montagna (ur. 28 maja 1976) – sanmaryński piłkarz występujący na pozycji napastnika, reprezentant San Marino w latach 1995–2011.

## Kariera klubowa
Karierę piłkarską Montagna rozpoczął w klubie SS Juvenes z Serravalle. W 1994 roku zadebiutował w nim w Campionato Sammarinese. W 2000 roku odszedł do SS Cosmos. W sezonie 2000/01 wywalczył z nim tytuł mistrza San Marino. W latach 2002–2006 występował w AC Juvenes/Dogana, a w 2006 roku wrócił do SS Cosmos.

## Kariera reprezentacyjna
29 marca 1995 zadebiutował w reprezentacji San Marino w przegranym 0:2 meczu eliminacji Mistrzostw Europy 1996 z Finlandią. 25 kwietnia 2001 zagrał w zremisowanym 1:1 spotkaniu z Łotwą w Rydze, w którym San Marino zdobyło ogółem drugi punkt w eliminacjach mistrzostw świata i po raz pierwszy nie poniosło porażki na wyjeździe. 28 kwietnia 2004 zagrał w towarzyskim meczu z Liechtensteinem (1:0), w którym San Marino odniosło jedyne dotychczasowe zwycięstwo. Łącznie w latach 1995–2011 Montagna rozegrał w drużynie narodowej 47 oficjalnych spotkań, nie zdobył żadnej bramki.

## Sukcesy

### Zespołowe
SS Cosmos
- mistrzostwo San Marino: 2000/01

### Indywidualne
- Pallone di Cristallo: 2011